# Julije Domac
Julije Domac, hrvaški kemik in farmacevt, * 1. junij 1853, Vinkovci, † 6. marec 1928, Zagreb.
Leta 1896 je v Zagrebu ustanovil Zavod za farmakognozijo, ki je bil prva in desetletja tudi edina tovrstna ustanova na Balkanu. Bil je profesor farmakognozije na Filozofski fakulteti in rektor Univerze v Zagrebu v študijskem letu 1911/|12.